# Batalla de Kay
La batalla de Kay (en alemán: Schlacht bei Kay), también conocida como Batalla de Sulechów, Batalla de Züllichau o Batalla de Paltzig, fue un combate librado el 23 de julio de 1759 durante la Guerra de los Siete Años. Ocurrió cerca de Kay (Kije) en Neumark , ahora parte de Polonia .
El general Carl Heinrich von Wedel, comandante del ejército prusiano de 26 000 hombres, atacó imprudentemente a un ejército ruso mayor que el suyo,  de 41 000 hombres comandado por el conde Pyotr Saltykov . Los prusianos perdieron 8300 hombres y los rusos menos de 5000. Después de la batalla, el rey Federico II de Prusia estaba decidido a obligar a los rusos a un compromiso decisivo para evitar que se unieran al principal ejército austriaco. Tres semanas más tarde, los prusianos se encontraron con el ejército combinado ruso-austriaco en  Kunersdorf.

## Situación en la Guerra de los Siete Años
En 1759 Prusia había alcanzado una posición defensiva estratégica en la guerra. Al abandonar los cuarteles de invierno en abril de 1759,  Federico II reunió a su ejército en la Baja Silesia; esto obligó al ejército principal de los Habsburgo a permanecer en su posición de invierno en Bohemia. El ejército ruso, sin embargo, modificó sus fuerzas al oeste de Polonia y marcharon hacia el oeste, hacia el  río Oder, un movimiento que amenazaba el corazón de Prusia, Brandeburgo y, potencialmente, al propio Berlín. Frederick respondió a este movimiento y envió un cuerpo de ejército comandado por Friedrich August von Finck para contener a los rusos y una segunda columna comandada por Christoph II von Dohna para apoyar a Finck.
El objetivo de Austria y Rusia fue doble. Los austriacos habían avanzado hacia el norte de la frontera con Bohemia, el río Queis (Kwisa), frontera entre la Alta Lusacia y Silesia, y ocuparon 15 kilómetros de la frontera entre Austria y Prusia en Silesia. A partir de ahí, Leopold Joseph von Daun podría cruzar a Lusatia o Silesia, según fuese necesario. Los aliados celebraron un consejo de guerra el 8 de julio y Saltykov presionó para cruzar Silesia. Daun todavía se mostraba reacio a hacerlo pero envió a Ernst Gideon von Laudon con el cuerpo auxiliar. Parte de la renuencia de Daun se basó en lo que Federico y su hermano Enrique podrían hacer.
Federico dejó su campamento cerca de Landeshut el 4 de julio y marchó hacia el noroeste, hacia Lowenberg, a 20 km al este de la posición que tenía  Daun el 10 de julio. Al mismo tiempo, su hermano marchó con el grueso del ejército de Sajonia a Żagań, en Silesia. Esto separó a Daun de Saltykov. Sabía que el cuerpo de Loudon no era suficiente para apoyar plenamente al aliado ruso por lo que envió también el cuerpo de 17 000 hombres del conde András Hadik desde el norte de Bohemia. Este cuerpo había estado siguiendo al ejército de Enrique pero Hadik rompió su contacto con la fuerza de Enrique el 22 de julio y cruzó hacia Lusatia en Zwickau.

## Disposiciones

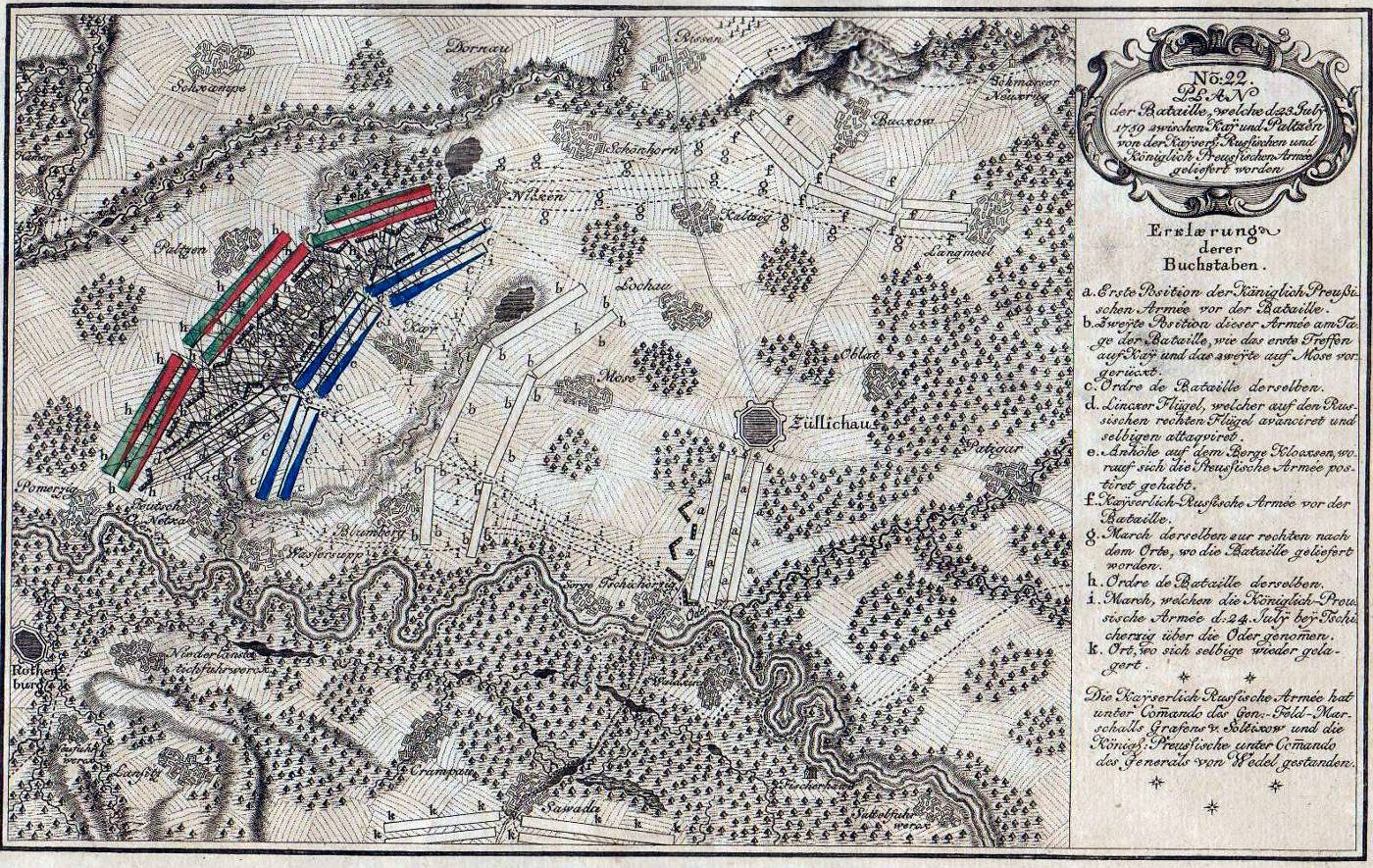
Campo de batalla de Kay (Paltzig) que muestra el avance de las fuerzas prusianas contra las cimas de Paltig

Por órdenes de la  emperatriz Isabel, Sergéi Saltykov se trasladó a Prusia en un avance metódico que comenzó en junio de 1759. Algunas estimaciones cuantifican su ejército de unos 70 000 hombres; otros sugieren que tuvo aproximadamente 41 000 en junio y julio. Al enterarse de este avance Federico ordenó al general Dohna detener el avance ruso hacia el oeste. Dohna tenía una fuerza de 26 000 hombres a su disposición, incluidas varias compañías de caballería.
A mediados de julio, Dohna y Saltykov pasaron una semana esquivándose mientras Saltykov se acercaba a la frontera con Prusia. El 14 de julio giró hacia el sudoeste, hacia el  río Oder, en algún lugar entre Crossen y Glogau. El 19 de julio Saltykov había llegado al frente de Silesia cerca de Züllichau (Sulechów), donde planeaba dar descanso a sus tropas durante un par de días. Era el tercer comandante de la fuerza rusa en tres años, todavía relativamente nuevo al mando de este ejército, y pasó ese tiempo de consulta con sus principales oficiales y conociendo las fortalezas y debilidades de su ejército. En una de las reuniones con su personal excluyó a los comandantes austriacos, hecho revelador sobre su desconfianza en el personal de Habsburgo.
Federico II de Prusia inspeccionó desde lejos la situación e insatisfecho con la timidez de Dohna al llevar a Saltykov a la batalla,  envió a Carl Heinrich von Wedel a tomar el mando. Wedel llegó el 20 de julio y estableció una posición de bloqueo en Züllichau. Así evitó que los rusos ocupasen territorio prusiano y llegasen al  río Oder. Quería atacar a los rusos al amanecer del día siguiente pero no pudo encontrar un flanco especialmente débil en las defensas rusas.
El mismo día en que llegó Wedel, el 20 de julio, Saltykov se estableció sobre la línea de comunicación prusiana en el Oder, fortaleciendo muy buena posición. Esto cortaba cualquier avance prusiano o refuerzo de Krosno Odrzańskie o de Frankfurt por el Oder. Los rusos ocuparon las alturas por Kay y el terreno elevado adicional por Mosau (Mozów). La corriente «Eichmühlen Fliess» fluía en una depresión pantanosa justo al este de la ciudad. Podía cruzarse solo en un punto estrecho en la carretera al este de Kay, justo enfrente del centro ruso; un segundo cruce podía hacerse inmediatamente al sur de Kay, lo que permitá un ataque al flanco derecho ruso. Esto pareció razonable para Wedel, pero solo si los rusos no estaban completamente desplegados.
Para el 23 de julio, Wedel había recibido órdenes directas de Federico para asegurarse una «buena posición», por la cual el rey tenía un terreno defendible y usar los medios preferidos de ataque, lo que para el Rey denominaba «orden oblicuo». Wedel sabía que debía llevar a los rusos a la batalla antes de que pudieran avanzar en Frankfurt o arriesgar su reputación con el Rey. El 23 de julio, Wedel ordenó otro reconocimiento de las tropas de Saltykov en Langen Meil, un pequeño asentamiento en las afueras de Key, y las encontró en movimiento. Asumió que tenían la intención de avanzar sobre Frankfurt por lo que ordenó un avance hacia el flanco derecho ruso. La mejor oportunidad de Wedel parecía ser asegurar las alturas de Paltzig antes de que los rusos pudieran hacerlo, y la mejor manera de hacerlo era a través de Kay.

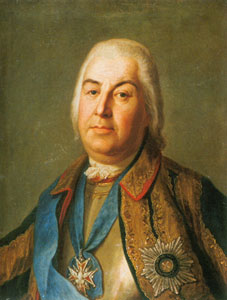
Saltykov distribuyó magistralmente sus tropas, aprovechando las alturas que rodean el pueblo de Kay (Paltzig)

## La batalla
El ejército prusiano marchó en dos columnas hacia Kay, uno por el camino directo a Kay y el otro por el camino a Mosau. Apenas habían salido de los barrancos que rodeaban la ciudad cuando entraron en combate con algunos hostigadores rusos. Los prusianos rechazaron al grupo inicial, pero la llegada de refuerzos significó el inicio de una acción generalizada. Posteriormente los rusos dispararon contra los prusianos desde las alturas que rodean a Kay. El general Heinrich von Manteuffel tomó el mando de seis batallones y atacó con la artillería; inicialmente lo hicieron retroceder. Un participante contemporáneo sostuvo que Manteuffel logró sobrepasar las posiciones y tomó 40 piezas de cañón, pero no hay evidencia oficial que respalde su afirmación. Hubo tres asaltos en Kay esa tarde, y cada uno fue rechazado.
El general Manteuffel había resultado herido en el ataque a la posición. Wedel ordenó un asalto de caballería completo a través del bosque y contra el flanco derecho ruso. Cuando la fuerza superior rusa respondió, el impulso prusiano vaciló con la falta de una segunda columna de refuerzo oportuno. Los ataques repetidos contra los rusos atrincherados en las alturas provocaron pérdidas masivas en  las fuerzas prusianas. En el último de estos asaltos, Moritz Franz Kasimir von Wobersnow mandó ocho batallones y seis escuadrones de Züllichau contra el ala derecha rusa. Al mismo tiempo, su caballería penetró en la línea de infantería del enemigo, pero la caballería rusa, apoyada por disparos de armas de fuego, los obligó, tanto a la infantería como a la caballería, a retroceder al terreno bajo.

## Consecuencias
En el segundo asalto, Manteufel resultó herido y en el último, el general Wobersnow fue asesinado. Wedel perdió hasta 8300 hombres de,[4] aunque Federico vio conveniente anunciar pérdidas de solo 800 y proclamó las pérdidas rusas en más de 7000. Frederick también culpó a las tropas, llamándolas «cobardes sinvergüenzas» a pesar de sus repetidos y suicidas asaltos. Finalmente estimó las pérdidas prusianas en 1400 y las pérdidas rusas en 14 000, pero se estaba engañando a sí mismo.
La pérdida en Kay abrió el camino al río Oder y para el 28 de julio las tropas de Saltykov habían llegado a Crossen. No entró en Prusia en este momento, en gran parte debido a su relación problemática con los austriacos. Ni Saltykov ni Daun confiaban el uno en el otro; Saltykov no hablaba alemán ni confiaba en el traductor y Daun no quería arriesgarse a perder toda su fuerza. Aunque Frederick había partido de Sajonia a principios de julio y su hermano también había marchado hacia el norte por esas mismas fechas, Daun temía que cualquiera de estos ejércitos retrocediera. Esto no solo le impediría unirse con el ejército de Saltykov, sino que podría exponer a su ejército a la fuerza abrumadora de Federico. En cambio, Daun envió su cuerpo auxiliar, comandado por Loudon para unirse a Saltykov. Al escuchar estas noticias, Saltykov consideró a Daun vacilante y dilatorio. Finalmente, llegaron juntos a Priebus (Przewóz), a 40 km al norte de Görlitz , el 29 de julio. Mientras tanto Daun había enviado como refuerzos adicionales a Loudon, a algunos de los mejores regimientos del ejército austriaco. Para cuando Loudon llegara al Oder, Daun calculó que su fuerza sería de al menos de 20 000 hombres, sin duda suficiente para detener a la ya considerable fuerza de Saltykov. El 3 de agosto los rusos ocuparon Frankfurt mientras que el grueso del ejército acampó fuera de la ciudad en la orilla oriental, y se inició la construcción de fortificaciones de campo, para prepararse para una eventual llegada de Federico. La semana siguiente, se unieron los refuerzos de Daun con las fuerzas con Saltykov en Kunersdorf.